# Gioacchino Guaragna
Gioacchino Guaragna (* 14. června 1908 – 19. dubna 1971 Milán, Itálie) byl italský sportovní šermíř, který se specializoval na šerm fleretem.
Itálii reprezentoval ve dvacátých a třicátých letech. Na olympijských hrách startoval v roce 1928, 1932 a 1936 v soutěži jednotlivců a družstev. V soutěži jednotlivců obsadil na olympijských hrách 1932 čtvrté místo. V roce 1938 získal titul mistra světa v soutěži jednotlivců. S italským družstvem fleretistů vybojoval na olympijských hrách dvě zlaté (1928, 1936) a jednu stříbrnou (1932) olympijskou medaili a s družstvem vybojoval v roce 1938 titul mistrů světa.